# Narraghmore
Narraghmore (An Fhorrach Mhór) est un village du comté de Kildare, en Irlande. Il fait partie de la paroisse civile du même nom. Ballytore, Calverstown, et Kilmead en sont les villages voisins.
Narraghmore se trouve à 6,4 km de Ballytore. Si l'autoroute M9 et la route R448 desservent la localité par l'ouest, la R418 passe à l'est. La Narraghmore Stud Farm est implantée à proximité.